# Tuiharpalus clunieae
Tuiharpalus clunieae – gatunek chrząszcza z rodziny biegaczowatych i podrodziny Harpalinae.

## Taksonomia
Gatunek opisali w 2005 roku André Larochelle oraz Marie-Claude Larvière. Holotypem jest samiec, a paratypami 2 samice. Nazwa została nadana na cześć Leonie H. Clunie.

## Opis
Ciało długości od 9 do 10 mm, rude, błyszczące bez metalicznego połysku, z wyjątkiem pokryw samców, które są matowe. Głowa i tułów silnie, a pokrywy umiarkowanie wypukłe. Mikrorzeźba głowy głęboka i izodiametryczna, przedplecza umiarkowanie poprzeczna, a pokryw u samic taka jak głowy, a u samców granulowana. Głowa na wysokości oczu węższa od szerokości wierzchołka przedplecza, z przodu płaska, a z tyłu nieco wypukła. Przyjęzyczki długości języczka. Głaszczki wierzchołkowo nieścięte, rzadko i długo owłosione. Przedostatni człon głaszczków wargowych o 2 długich i 1 krótkiej szczecinkach na przednim brzegu. Przedplecze prawie okrągłe, najszersze około środka, o nieco niezafalowanych bokach słabo zbiegających się ku obrzeżonej, umiarkowanie węższej niż pokrywy nasadzie. Wierzchołek przedplecza wklęśnięty. Przednie kąty ostre, a tylne szeroko zaokrąglone. Dołki przypodstawowe głębokie i wąskie. Punktowanie przedplecza obecne, szeroko rozprzestrzenione. Episternity zatułowia tak szerokie jak długie. Pokrywy najszersze około połowy długości, o ramionach zaokrąglonych z ząbkiem, przedwierzchołkowym zafalowaniu słabym, rządkach przytarczkowych obecnych lub nieobecnych, międzyrzędach rzadko punktowanych i płaskich, a międzyrzędach 3 i 5 pozbawionych uszczecinionych punktów. Edeagus w widoku bocznym silnie łukowaty, o wierzchołku wąsko-spiczastym, a w widoku grzbietowym asymetryczny o ostium odgiętym w prawo, z dyskiem wierzchołkowym nieobecnym, a wewnętrzną torebką uzbrojoną.

## Biologia i ekologia
Zamieszkuje rejony nizinne. Występuje w wilgotnych lasach, wzdłuż strumieni. Żyje w ściółce. Prowadzi nocny tryb życia. Za dnia kryje się pod kamieniami i kłodami. Aktywny od października do listopada i w styczniu.

## Występowanie
Gatunek ten jest endemitem Nowej Zelandii. Znany wyłącznie z Wyspy Północnej.